# Trata de personas

Protección legal contra la trata de personas en 2019, según el Departamento de Estado de los Estados Unidos.
Niveles de legislación:
Nivel 1: Cumplimiento alto de los estándares mínimos para la protección legal contra la trata de personas (TVPA).
Nivel 2: Países cuyos gobiernos no están cumpliendo con los estándares mínimos, pero están haciendo esfuerzos para alcanzarlos.
Nivel 3: Bajo vigilancia.
Nivel 4: Nulo cumplimiento con TVPA.
Nivel especial: Ingobernabilidad.

La trata de personas, comercio de personas o tráfico humano es el movimiento ilegal de seres humanos con propósitos de esclavitud laboral, mental, reproductiva, explotación sexual, trabajos forzados, extracción de órganos, o cualquier forma moderna de esclavitud contra la voluntad y el bienestar del ser humano. Gran parte del tráfico humano se realiza con fines comerciales y en la clandestinidad.

## Descripción
La trata de personas es un delito internacional de lesa humanidad y viola los derechos humanos de la persona. También, se lo denomina la esclavitud del siglo XXI. Es una violación a los derechos humanos que atenta contra la libertad y la dignidad de las víctimas. Esto incluye la captación y el transporte ilegal de personas.
El Protocolo de las Naciones Unidas para Prevenir, Reprimir y Sancionar la Trata de Personas, Especialmente Mujeres y Niños (más conocido como Protocolo contra la trata de personas) fue adoptado en Palermo Italia en el 2000, ratificado por España en 2003, es un acuerdo internacional adjunto a la Convención de las Naciones Unidas contra la Delincuencia Organizada Transnacional. El Protocolo contra la trata de personas es uno de los tres protocolos adoptados a fin de facilitar la aplicación de la Convención. El fin del acuerdo es favorecer la cooperación internacional, las investigaciones y procedimientos penales contra los criminales dedicados a la trata de personas. Un primer objetivo es proteger y asistir las víctimas de tales crímenes en el pleno respeto de los derechos humanos. Se trata del primer instrumento a nivel global para combatir la trata de seres humanos y el único hasta ahora que atribuye una definición universal de este fenómeno.
El Protocolo efectúa las siguientes precisiones de interés:
- Por "trata de personas" se entenderá la captación, el transporte, el traslado, la acogida o la recepción de personas, recurriendo a la amenaza, al uso de la fuerza u otras formas de coacción, al fraude, al engaño, al abuso de poder o de una situación de vulnerabilidad, a la concesión o recepción de pagos o beneficios para obtener el consentimiento de una persona que tenga autoridad sobre otra, con fines de explotación. Esa explotación incluirá; explotación sexual, trabajos o servicios forzados (en condiciones infrahumanas y sin remuneración), la esclavitud o las prácticas análogas a la esclavitud, la servidumbre o la extracción de órganos.
- El consentimiento dado por la víctima de la trata de personas a toda forma de explotación intencional descrita de cualquier manera no se tendrá en cuenta cuando se haya recurrido a cualquiera de los medios enunciados antes.
- La captación, el transporte, el traslado, la acogida o la recepción de un niño con fines de explotación se considerará "trata de personas" incluso cuando no se recurra a ninguno de los medios enunciados.
- Por "niño" se entenderá toda persona identificada, mediante documentación que acredite su identidad, como persona menor de 18 años sin tutor responsable que lo acompañe.

## La trata en cifras
Según datos de la ONU la mayor parte de las víctimas de trata se encuentra en zonas de conflictos. Entre 2014 y 2017 se sentenciaron de 0 a 0.55 de cada 100.000 personas por trata de personas y se encontraron entre 0.7 y 1.7 víctimas de trata por cada 100.000 personas, todo dependiendo de la región del planeta. Se encontró que 93% de las víctimas en América del Sur pertenecían a la región; 75% en América Central y el Caribe; 76% en América del Norte; 25% en Europa Occidental y del sur; 56% en Europa Central y sudoriental; 100% en Europa Oriental y Asia Central; 51% en Oriente Medio y el Norte de África; 99% África subsahariana; 99% en el sur de Ásia; 97% en el este de Ásia y el Pacífico (datos a 2016). Más de la mitad de las víctimas fueron destinadas al trabajo forzado, un 36% a explotación sexual y un 9% a otras formas de explotación.
Según la Oficina de Naciones Unidas contra la Droga y el Delito, este mercado ilícito se estima en 32 mil millones de dólares a nivel mundial, de los que el 49% se genera en países industrializados caracterizados por ser los principales destinos de las víctimas. En el caso de América Latina, unos 1,3 mil millones de dólares se generan el los propios países de origen, suponiendo el 4,1% de las ganancias.

## Definición de la Organización de las Naciones Unidas
La Convención de las Naciones Unidas contra la Delincuencia Organizada Transnacional define la trata de personas del siguiente modo:
La captación, el transporte, el traslado, la acogida o la recepción de personas, recurriendo a la amenaza o al uso de la fuerza u otras formas de coacción, al rapto, al fraude, al engaño, al abuso de poder o de una situación de vulnerabilidad o a la concesión o recepción de pagos o beneficios para obtener el consentimiento de una persona que tenga autoridad sobre otra, con fines de explotación. Esa explotación incluirá, como mínimo, la explotación de la prostitución ajena u otras formas de explotación sexual, los trabajos o servicios forzados, la esclavitud o las prácticas análogas a la esclavitud, la servidumbre o la extracción de órganos; "Convención de las Naciones Unidas contra la Delincuencia Organizada Transnacional".
La definición se encuentra en el Protocolo de las Naciones Unidas para Prevenir, Reprimir y Sancionar la Trata de Personas, Especialmente Mujeres y Niños](también conocido como el Protocolo contra la Trata de Personas), complementario a la Convención de las Naciones Unidas contra la Delincuencia Organizada Transnacional, conocida también como la Convención de Palermo.
Adoptado por la Organización de las Naciones Unidas en Palermo, Italia, en 2000, el Protocolo contra la Trata de Personas representa un marco fundamental en los esfuerzos internacionales para luchar contra la trata de seres humanos establecido por la Convención de Palermo. El Protocolo contra la Trata de Personas es uno de tres protocolos adoptados para complementar la Convención.
El Protocolo es el primer instrumento mundial legalmente vinculante con una definición acordada sobre la trata de personas. La intención detrás de esta definición es facilitar la convergencia en los enfoques nacionales en relación con el establecimiento de infracciones penales nacionales que apoyan la cooperación internacional eficaz en la investigación y el enjuiciamiento de casos de trata de personas. Otro objetivo del Protocolo es proteger y asistir a las víctimas de la trata de personas con pleno respeto de sus derechos humanos.

## Fenómeno de carácter global

Escenarios mundiales de la trata de personas: países de origen y destino de las víctimas.

La trata de personas es un fenómeno global: más de 130 países han reportado casos. Es una de las actividades ilegales más lucrativas, después del tráfico de drogas y de armas. De acuerdo con estimaciones de las Naciones Unidas para 2010, más de 2,4 millones de personas están siendo explotadas actualmente como víctimas de la trata de personas, ya sea para explotación sexual o laboral. Otras formas de trata de personas incluyen la servidumbre, el tráfico de órganos y la explotación de niños para la mendicidad o bien la guerra. Hasta un 80 % de las víctimas de la trata de personas son mujeres y niñas.
Las Naciones Unidas declaró en 2009 que las estimaciones muestran que podría haber alrededor de 270 000 víctimas de la trata de personas en la Unión Europea.

## Elementos de la trata de personas
Los elementos de la trata de personas son:
1. El acto (qué se hace): la acción de captar, transportar, trasladar, acoger o recibir personas.
2. Los medios (cómo se hace): amenaza o uso de fuerza, coacción, rapto, fraude, engaño, abuso del poder o de una situación de vulnerabilidad, o la concesión de pagos o beneficios en cambio del control de la vida de la víctima.
3. Objetivo (para qué se hace): para fines de explotación, que incluye explotación sexual, trabajos forzados, incluida la mendicidad, esclavitud, servidumbre, explotación en la realización de actividades delictivas (hurtos, tráfico de drogas...), retirada de órganos y prácticas semejantes de abuso.

Existe explotación en cualquiera de los siguientes supuestos:
a) Cuando se redujere o mantuviere a una persona en condición de esclavitud o servidumbre o se la sometiere a prácticas análogas;
b) Cuando se obligare a una persona a realizar trabajos o servicios forzados;
c) Cuando se promoviere, facilitare, desarrollare o se obtuviere provecho de cualquier forma de comercio sexual;
d) Cuando se practica extracción ilícita de órganos o tejidos humanos.
Ley 26.364, Argentina

## Víctimas
Ningún Estado firmante del Protocolo de las Naciones Unidas para Prevenir, Reprimir y Sancionar la Trata de Personas, Especialmente Mujeres y Niños puede judicializar a una persona que haya sido víctima de trata de personas, por cualquier delito que haya cometido, en relación con su experiencia como víctima de este delito.
Es responsabilidad del Estado proteger la privacidad y la identidad de las víctimas de la trata de personas, en particular, entre otras cosas, previendo la confidencialidad de las actuaciones judiciales relativas a dicha trata.
Cada Estado firmante del Protocolo considerará la posibilidad de aplicar medidas destinadas a prever la recuperación física, psicológica y social de las víctimas de la trata de personas. La mayoría de las víctimas son mujeres y niños que son engañados con falsas expectativas y aprovechándose de la vulnerabilidad de las víctimas, convirtiéndoles en esclavos sexuales y/o laborales. La clave para erradicar este mal es la unión y la cooperación mundial, porque aún con la existencia de leyes e identidades que ayudan a las víctimas, sus secuelas no se borran con el tiempo. Las experiencias traumáticas que han padecido niños y mujeres inocentes trascienden el tiempo y atentan contra su salud, pero sobre todo contra su dignidad como seres humanos.
Las que sufren principalmente la explotación sexual son mujeres y niñas, siendo el principal foco de la trata de personas del sexo femenino (68% y 26%, respectivamente) y, en menor medida, las víctimas son niños y hombres (3% y 3%). El 83% y 72% de la trata de mujeres y niñas, respectivamente, ocurre con el fin de explotación sexual, mientras que en hombres y niños es un 27% y un 10% respectivamente, ya que la mayor parte de la trata de estos es con el fin de trabajos forzados u otros motivos (mendigar, actividades criminales, venta de recién nacidos, matrimonio forzado, etc.).

## Trata infantil
Del alrededor de 2,4 millones de personas víctimas de la trata bajo cualquiera de sus formas en todo el mundo, entre el 22 % y el 50 % son niños. La cifra exacta se ignora, ya que la trata de menores generalmente se oculta, por lo que no se tienen datos confiables; muchas de estas situaciones ocurren dentro de las ciudades o zonas urbanas. Por ejemplo, la trata con fines de explotación sexual ocurre con infantes que trabajan en las calles de las ciudades. Muchos menores de zonas rurales son trasladados a las ciudades por los tratantes.
Un estudio de 2001, sobre niñas de 9 a 18 años que cayeron víctimas de la explotación sexual en las grandes ciudades de Tanzania, probó que muchas ya habían sido víctimas de trata en el interior del país o habían sido contratadas para trabajos domésticos y eran abusadas por sus empleadores o prostituidas por los tratantes o contratadas para este fin por niñas en su misma situación.
Existen pruebas de que la pobreza, el alcoholismo, la disfunción y violencia familiar, el abuso de sustancias y/o el abuso sexual los hace más vulnerables; además, los menores que no tienen escolaridad o que se encuentran en las calles o internos de instituciones están en alto riesgo.
Otros, con graves riesgo a la trata, son niños que no están registrados por el gobierno, que son desplazados o refugiados y constituyen las víctimas más difíciles de rastrear y rescatar de este delito.

## Trata de personas y avances en la regulación y protección de los derechos de los niños migrantes
Según el SIPI, se han realizado avances importantes que garantizan y fortalecen el cumplimiento de los derechos de los niños, niñas y familias en contextos de migración internacional.
El “Proceso Puebla” o Conferencias Regionales sobre Migración (CRM), que se originaron durante la Cumbre que se celebró en México en 1996, son un mecanismo consultivo regional sobre migración internacional con la participación anual de los países de América Central (Costa Rica, El Salvador, Guatemala, Honduras, Nicaragua y Panamá), República Dominicana, México, Canadá y los Estados Unidos.
El objetivo de estos encuentros es establecer consensos sobre cómo abordar los procesos migratorios, la protección de los derechos humanos de las comunidades migrantes y el vínculo entre migración y desarrollo. También se crean líneas de asistencia para las personas retornadas, se ofrece asistencia técnica y se capacita a los funcionarios.

## Trata de personas y delincuencia organizada
La mayoría de las veces, la trata de personas está relacionada con la delincuencia organizada que, normalmente, viene acompañado por armas y drogas. El crimen organizado, la inmigración y la trata de personas son temas que, aunque muy diferentes, están directamente relacionados debido a que, en ocasiones, son las situaciones económicas las que obligan a las víctimas a emigrar y, luego de llegar al sitio, éstas son sometidas a abusos y malos tratos. Para esto, en muchas ocasiones, se utiliza la fuerza y las manipulaciones, creando un vínculo de dependencia con el cual los traficantes se adueñan de sus víctimas dejándoles poco o nada para vivir.

## Diferenciación con tráfico ilegal de migrantes
El delito de trata de personas consiste en el traslado forzoso o por engaño de una o varias personas de su lugar de origen (ya sea a nivel interno del país o transnacional), la privación total o parcial de su libertad y la explotación laboral, sexual o similar. Es diferente del tráfico ilegal de migrantes, por varios motivos:
Consentimiento: en el caso de tráfico ilegal de migrantes, que suele realizarse en condiciones peligrosas o degradantes, los migrantes consienten en ese tráfico. Las víctimas de la trata, por el contrario, nunca han consentido o, si lo hicieron inicialmente, ese consentimiento ha perdido todo su valor por la coacción, el engaño o el abuso de los traficantes.
Explotación: el tráfico ilegal termina con la llegada de los migrantes a su destino, en tanto que la trata implica la explotación persistente de las víctimas de alguna manera para generar ganancias ilegales para los traficantes. Desde un punto de vista práctico, las víctimas de la trata también suelen resultar más gravemente afectadas y tener más necesidad de protección frente a una nueva victimización y otras formas de abuso que los migrantes clandestinos.
Transnacionalidad: el tráfico ilegal es siempre transnacional, mientras que la trata puede no serlo. Ésta puede tener lugar independientemente de si las víctimas son trasladadas a otro Estado o sólo desplazadas de un lugar a otro dentro del mismo Estado.

## Historia
En la antigüedad romana, la palabra plagio (secuestro) surge con el significado de la reesclavización de los libertos para su venta e, inclusive, de gente nacida como ciudadana libre que era plagiada (secuestrada) y vendida como esclava. Dicha actividad ilícita en períodos posteriores al Imperio Romano fue conocida como trata de blancas. Sin embargo, en la actualidad, esta denominación se considera errónea o simplemente anacrónica, debido a que la práctica se origina en un periodo de esclavitud donde la «trata de negros/as» era una situación aceptada por la población y por el Estado; en cambio, para esa época, la esclavitud de mujeres de raza blanca era un delito: eran trasladadas de su lugar de origen para ser posteriormente explotadas sexualmente.
En la actualidad, el término correcto es trata de personas, el cual sirve para denominar cualquier tipo de trata de personas sin importar la edad, sexo o raza, y la trata de personas exclusivamente de raza blanca es conocida como esclavitud blanca.

## Campañas
Existen distintas campañas de prevención contra la trata de personas alrededor del mundo. Muchas celebridades aclamadas ya se han unido a esta causa, así como variadas entidades religiosas.

### Fundación DNA
La Fundación DNA (DNA Foundation) fue creada por Demi Moore y Ashton Kutcher, quienes se han esforzado por luchar en contra de la trata de personas (en especial en contra de la explotación sexual de menores de edad) en los Estados Unidos. En septiembre de 2010 anunciaron el lanzamiento de su campaña Real Men Don't Buy Girls (Los hombres de verdad no compran chicas) para combatir, al lado de otras estrellas de Hollywood y de compañías del mundo de la tecnología como Microsoft, Twitter y Facebook, la explotación sexual de menores. La campaña se basa en la idea de que el discurso de personajes famosos en contra de la explotación sexual infantil puede contribuir a reducir la demanda de menores de edad en el ámbito del comercio sexual.

## La trata y el cine
Actualmente, las sociedades están cada vez más conscientes de este delito internacional y ya son muchas las películas o documentales cuyo objetivo es reflejar esta problemática mundial. Algunos de estos son Trade, Srpski film, Taken, Nina, La mosca en la ceniza, Las elegidas y Tráfico humano. Su temática principal es, en la mayoría de los casos, el tráfico y explotación sexual de personas.